# TwitCasting
TwitCasting（日语：ツイットキャスティング）是日本Moi株式会社运营的一个网路直播平台，通称“TwiCas（ツイキャス）”“CAS（キャス）”或“TC台”。

## 简介
TwitCasting于2009年成立，2010年2月3日正式开始运营，目前提供日语、英语、韓語、繁體中文介面。2015年10月，TwitCasting的用户数突破1000万。
除一般直播平台提供的视訊直播外，TwitCasting还提供纯音訊个人电台直播。观众或听众可在登录后向主播赠送付费礼物。